# Христоф Герман фон Манштейн
Христоф Герман фон Манштейн (або Манштайн: Christoph Hermann von Manstein; 1 вересня 1711, Санкт-Петербург — 27 червня 1757, Вельмін) — мемуарист, полковник гвардії (1740), генерал-майор прусської служби, на російській службі в 1736—1744 роках, учасник повалення Бірона. Автор «Записок про Росію, 1727—1744».

## Життєпис
Походив з прусського юнкерського роду Манштейнів. Син Ернст Себастіана фон Манштейна, генерал-поручика Російської імперії, та ліфляндської шляхтянки Доротеї Дітмар. Спочатку здобув освіту в Нарвській школі, у 1724 році відправлено на навчання до кадетського корпусу в Берліні. 1727 року записано унтер-офіцером до прусського полку маркграфа Карла (№ 19). 1730 року завершив навчання в кадетському корпусі. 1733 року отримав звання фенриха.
1736 року повернувся до Росії, де батько й вуйко — барон фон Дітмар, посол Швеції в Росії, з великими складнощами переконали молодого Манштейна перейти на російську службу. Отримав звання капітана в гвардії, в якому брав участь у війні з Османською імперією. Завершив війну ад'ютантом Бургард-Крістофа Мініха, отримавши також звання підполковника. 8 листопада 1840 року за наказом Мініха арештував Бірона. Призначено командування Астраханським полком, підвищено до полковника. У 1741—1742 роках брав участь у війні зі Швецією.
Після перевороту Єлизавети Петрівни втратив посаду та маєтки, а потім був арештований і звинувачений у зраді. Відпущений, але залишався під підозрою. Скористався 1744 року відпусткою, щоб втекти до Пруссії. Російська імператриця неодноразово вимагала видачі Манштейна, але їй було відмовлено. Тоді його заочно засудити до страти за дезертирство. 1745 року брав участь у Другій сілезькій війні, після якої отримав чин полковника і став генерал-ад'ютантом короля Фрідріха II. 1754 року став генерал-майором. Брав участь у Семирічній війні. В битві під Коліном зазнав поранення, тому відправлений на лікування до Дрездену, на шляху до якого натрапив на хорватський загін імперської армії. Загинув у сутичці.

## Родина
Дружина — Христіана Юліана фон Фінк
Діти:
- Герман Йоганн Ернст (1742—1808), прусський генерал-лейтенант
- Доротея Єлизавета (1743—?)
- Джуліана Софія Луїза (1746—?)
- Софія Шарлотта Альбертина (1749—?)
- Елеонора Гедвіга (1750—?)
- Карл Фердинанд Ганс (1754—?)